# Hjertelæbe
Hjertelæbe (Hammarbya paludosa eller Malaxis paludosa) er en lille orchide der vokser i moser i tempererede og subarktiske områder på den nordlige halvkugle.

## Taksonomi
Det blev oprindeligt opkaldt Ophrys paludosa af Carl Linnaeus. Navnet paludosa refererer til den sumpede jord, hvor den vokser. I 1891 flyttede Otto Kuntze den til en ny egen slægt ved navn Hammarbya, opkaldt efter Hammarby, Linnés sommerresidens. Alternativt er den placeret i slægten Malaxis.

## Beskrivelse
Det er en lille, iøjnefaldende orkidé, der kan nå op på 15 cm i højden, men vokser normalt til mellem 4 og 8 cm. Stammen er gulgrøn, har tre til fem hjørner og vokser fra en lille pseudobulbe. Der er to, tre eller nogle gange fire basale blade. Disse er ovale til aflange, kødfulde og lysegrønne eller gulgrønne. Kanterne og spidserne krummer indad. Der er en til tre små blade højere oppe på stammen.
Blomsterne vokser i en spids klase der er 1,5–6 cm lang og bærer op til 25 blomster. De er små og grønlige, cirka 2 mm brede og 4 mm høje. De har tre bægerblade og tre kronblade, hvoraf det ene er modificeret til at danne en læbe. Der er et dorsal bægerblad, der peger nedad og to tværgående bægerblade pegende opad. De to normale kronblade er små, smalle og stroppeformede og krummer sig tilbage omkring bægerbladene. Den korte, trekantede læbe er mørkegrøn med lysere striber og peger opad og fremad. Blomsterne har en sød, agurklignende duft.
Hos de fleste orkideer bøjer blomsterne og vrider sig 180 ° under udviklingen, så læben peger nedad. Hos Hammarbya paludosa snor blomsterne yderligere 180 °, så læben igen peger opad. Charles Darwin noterede denne funktion i sin bog Fertilization of Orchids fra 1862.

## Udbredelse og levesteder
Hammarbya paludosa har en vid udbredelse omkring den nordlige halvkugle. I Europa forekommer den mod nord til 69 ° i Skandinavien og mod syd til de italienske alper, Balkan og Rumænien. Den forekommer lokalt over det sydlige Sibirien øst til Sakhalin og Japan . I Nordamerika findes den fra Alaska øst til Ontario og syd til Minnesota. På de britiske øer findes den mange steder, men meget lokalt med det største antal i det nordvestlige Skotland. Den er forsvundet fra store dele af England, men er hyppigere i New Forest.
Den vokser i moser nær vandløb og grøfter, eller hvor der er en langsom vandstrøm over overfladen. Den foretrækker sure forhold, men vokser nogle gange i mere basiske levesteder. Den vokser oftest i områder med et godt dække af Sphagnum -mos, men vil også vokse på bar mark eller blandt halvgræsser og græsser. Den blomstrer mellem juni og september på de britiske øer.
Blomsterne bestøves af små fluer. Planten formerer sig med frø eller ved hjælp af løg, små knopper, der falder af og udvikler sig til nye planter. Orkidéen har ingen sande rødder og er afhængig af svampe i sit rhizom (rod-stængel) for at optage næringsstoffer. Løgene bærer ikke svampe fra moderplanten og skal inficeres af svampe af de rigtige arter i jorden for at udvikle sig til en ny plante. Rhizomet vokser lodret i jorden, og hvert år udvikler en ny pseudobulb i toppen.

## Status og bevarelse
Bestanden af Hjertelæbe er faldende i hele Europa på grund af tab af levesteder. Det er klassificeret som nationalt sjældent i Storbritannien, hvor det er forsvundet fra 61% af sit tidligere sortiment.  Den anses for at være truet i Wales, da flere kolonier er gået tabt for nylig.  Den er gået tabt fra 66% af sit sortiment i Irland og er en beskyttet art i både Nordirland og Irland .  Den er generelt sjælden i Nordamerika, hvor den ikke blev opdaget før i 1905.  I Minnesota anses den for at være truet. Bestanden i Danmark er i tilbagegang, og den er regnet som en truet art på den danske rødliste.